# Barcelona a Prim
Barcelona a Prim es un monumento escultórico situado en el Parque de la Ciudadela de Barcelona, en el distrito de Ciutat Vella. Fue creado en 1887 con un diseño arquitectónico de Josep Fontserè, mientras que la parte escultórica corrió a cargo de Lluís Puiggener. Destruida la obra original en 1936, fue sustituida en 1948 por otra elaborada por Frederic Marès. El monumento está dedicado al militar y político catalán Juan Prim y Prats (Reus, 1814 – Madrid, 1870), Presidente del Consejo de Ministros de España y uno de los artífices de la Revolución de 1868. Esta obra está inscrita como Bien Cultural de Interés Local (BCIL) en el Inventario del Patrimonio Cultural catalán con el código 08019/870.

## Historia y descripción

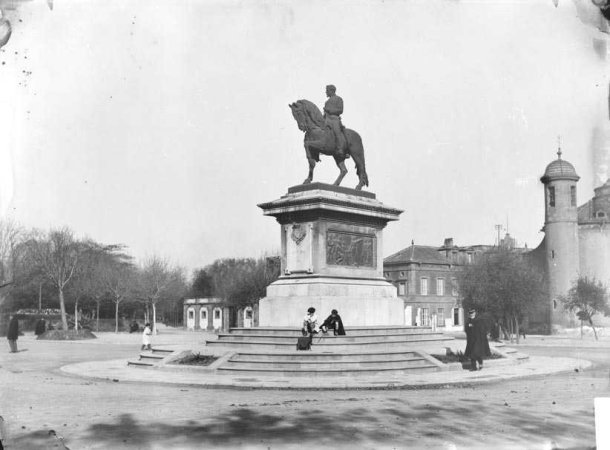
El monumento en 1900, con la estatua original de Puiggener

El proyecto de hacer un monumento al héroe de la guerra de África surgió en 1880, diez años después de su muerte. Se organizó un concurso que ganó Lluís Puiggener, mientras que Josep Fontserè, autor de la urbanización del Parque de la Ciudadela, se encargó del proyecto arquitectónico; el pedestal fue obra de Josep Colomé. La primera piedra se puso el 25 de septiembre de 1882, y las obras duraron cinco años. El coste del monumento se sufragó con las ganancias de un sorteo hecho con la venta de un solar en el Paseo de San Juan, que dio 124 919 pesetas. La estatua ecuestre del general, hecha en bronce en la Fundición Comas i Cia., se efectuó con el metal de unos morteros del Castillo de Montjuic. La obra fue inaugurada el 26 de mayo de 1887, con la asistencia del hijo del general. Durante la Exposición Universal de Barcelona de 1888 la estatua estaba situada delante del Palacio de la Industria, el edificio principal de la exposición; hoy día queda justo en la entrada del Zoo de Barcelona.
El 20 de diciembre de 1936 la estatua fue destruida por las Juventudes Libertarias de Gracia, adscritas a la FAI, que aprovecharon el bronce para hacer municiones para la guerra. Unos años después, en 1948, se volvió a hacer el monumento, a cargo de Frederic Marès, quien se fijó en un modelo antiguo e hizo una copia bastante parecida.

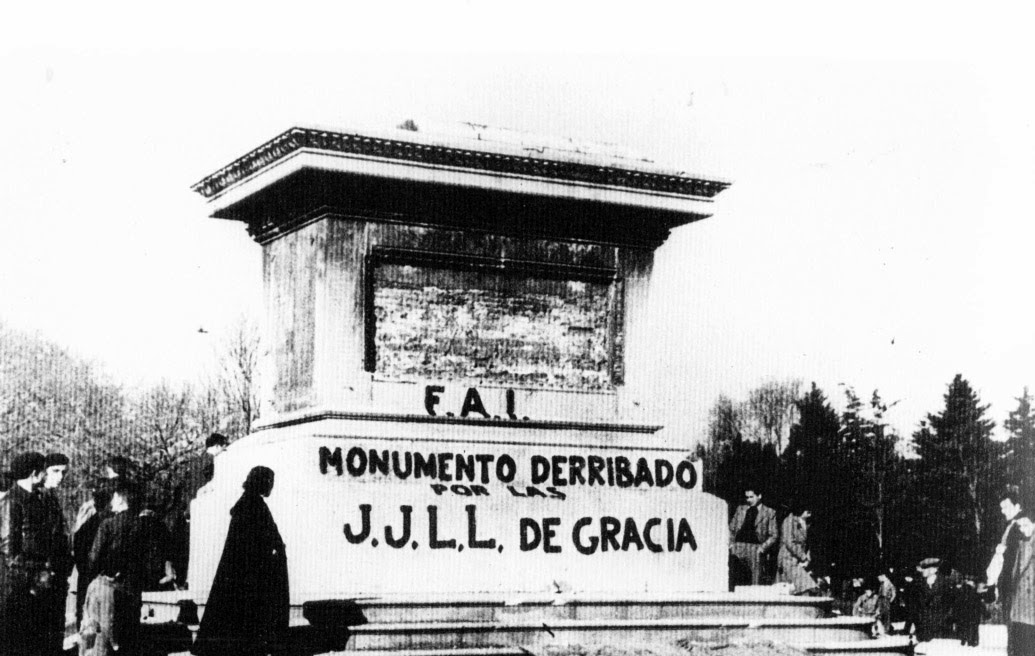
El monumento con la estatua derribada por las Juventudes Libertarias de Gracia (1936)

El monumento sigue los cánones habituales de la época por lo que se refiere a este tipo de representaciones a caballo, y está probablemente inspirado en la estatua ecuestre de Enrique IV que hizo François-Frédéric Lemot en 1817 para el Pont Neuf de París, la cual está infuida a su vez por el monumento a Cosme I de Médicis de la Plaza de la Señoría de Florencia, obra de Giambologna de 1594. La obra presenta un primer cuerpo de forma paralelepipédica, sobre el que se alza el pedestal, que presenta unos relieves con escenas de las gestas militares del personaje, la retirada de México y la batalla de los Castillejos; esta solución es idéntica al monumento a Felipe IV realizado por Pietro Tacca en la Plaza de Oriente de Madrid. Sobre el pedestal figura la estatua ecuestre de Prim, vestido con uniforme militar con la gorra en la mano, en gesto de salutación, representado en una actitud serena que fue criticada por quienes le reprochaban que era demasiado fría. Sin embargo, la figura del general es más rígida que no en los relieves, tratados con mayor dinamismo y fluidez, con composiciones más claras y equilibradas. En los relieves, los personajes están tratados de forma clásica, con composiciones geométricas (triángulos y rectángulos), con mucho cuidado por los detalles y la individualización de los personajes.
En cuanto a la intervención de Marès, pese a que se basó en un modelo en yeso de Puiggener que se conservaba en el Museo de Historia de Barcelona, hizo algunas modificaciones consistentes básicamente en un mayor trabajo de los volúmenes y una simplificación de los detalles, especialmente en el rostro, más sintético y de rasgos claros y definidos, no tan naturalistas como los de la obra original. Entre otras cosas, modificó la crin del caballo, más rizada que en el original, que estaba peinada y recogida; y modificó algunos detalles del uniforme, que hizo más precisos.

## Galería

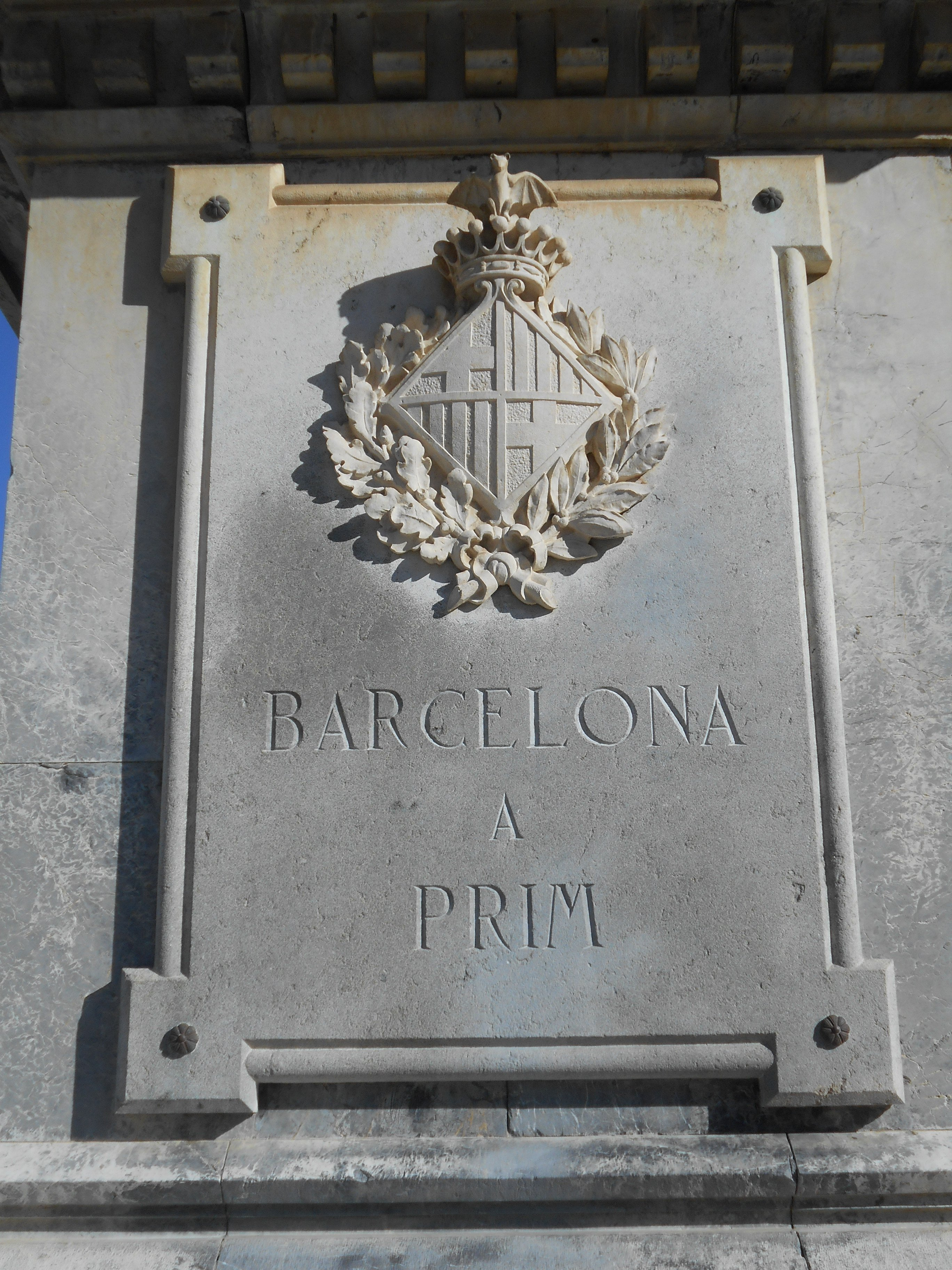
Dedicatoria
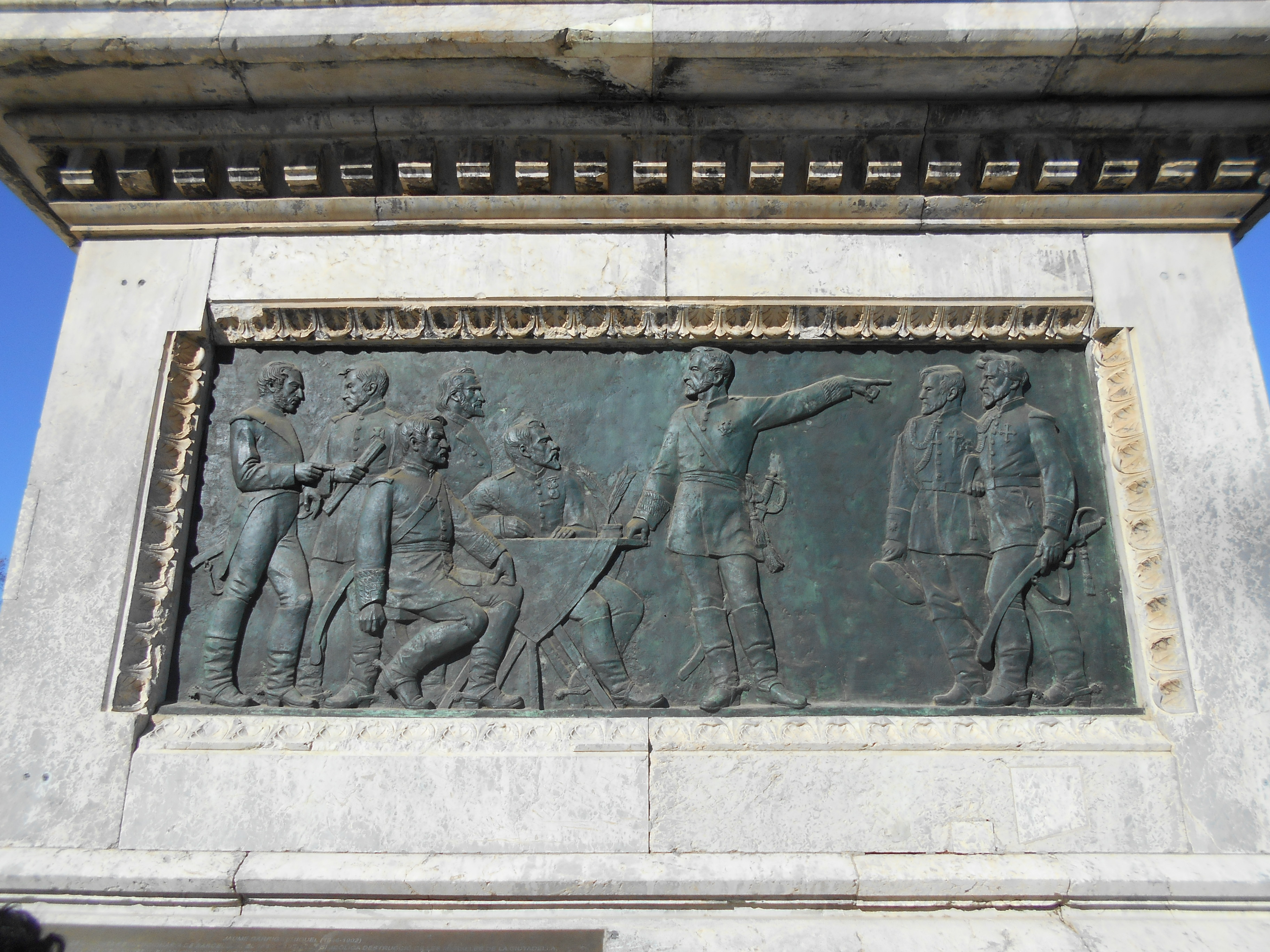
Retirada de México
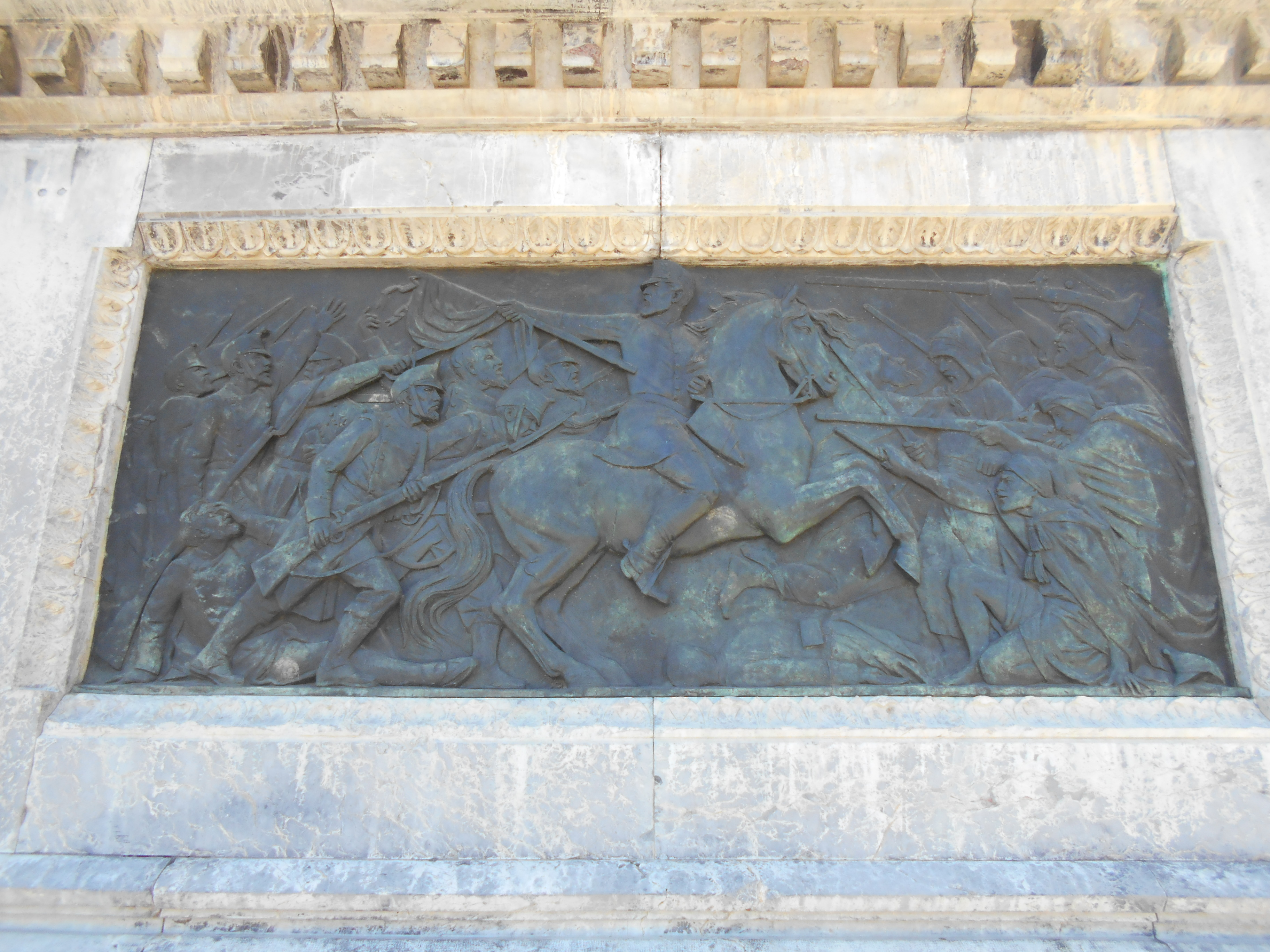
Batalla de los Castillejos